# Daniel Darc
Pour les articles homonymes, voir Darc.
Daniel Simon Rozoum, dit Daniel Darc, est un chanteur français, né le 20 mai 1959 dans le 14e arrondissement de Paris et mort le 28 février 2013 dans le 11e arrondissement de Paris.

## Biographie

### Famille
La famille paternelle de Daniel Rozoum est originaire de l'Empire russe, plus exactement d'Ukraine et de Lituanie. Ses grands-parents Razoumoff ont fui l'Empire russe lors de la révolution de 1917 en se réfugiant en France où leur nom est francisé en « Rozoum ». Leur fils Abraham (1923-1987), le père de Daniel, travaille comme coupeur de fourrure dès ses 13 ans et habite rue André-Greffard[réf. nécessaire] à Paris. Il doit se cacher en Normandie avec de faux papiers durant la Seconde Guerre mondiale. Sa grand-mère lituanienne (née en 1897 à Tchernigoff) Ita Beila Margolin est dénoncée par sa concierge et arrêtée en 1942 durant la rafle du Vel' d'Hiv à Paris puis meurt en déportation à Auschwitz où elle est gazée le 3 août, comme une partie de sa famille,,,.
Dans un livre d'entretien paru post mortem, Darc raconte que pendant la guerre, sa mère Marie-Rose Matron (1924-2013), traductrice, était amoureuse d'un Allemand mais à la Libération, elle est condamnée à mort pour intelligence avec l'ennemi ; graciée, elle épouse Abraham dit Albert Rozoum, qui sombrera plus tard dans l'alcoolisme,.
Daniel Darc est le cousin d'Hervé Rozoum, guitariste, compositeur et producteur qui vit à Berlin.

#### Jeunesse
Après la naissance de Daniel, sa mère ne se convertit pas au judaïsme et reste catholique. Mais plus tard, ce sera elle qui s'occupera d'organiser la bar-mitsva de son fils. La famille s'installe en Seine-et-Marne, puis déménage en 1966 pour habiter rue Cauchois à Paris.
À la maison, sa mère écoute à la radio des chansons de Tino Rossi, Charles Trenet ou Dean Martin alors que son père, ancien zazou, apprécie plutôt le jazz swing, Glenn Miller ou Benny Goodman qui passent sur FIP,,.
Sa mère dit de son fils Daniel qu'il était un enfant timide et obéissant. Vers ses quatre ou cinq ans, après avoir vu Johnny Hallyday à la télévision, il avait fallu lui acheter une guitare puis un tourne-disques où il écoutait Elvis Presley ; la musique était devenue son obsession. La révélation de Presley se fait devant les magasins Tati à Barbès, où son père lui offre King Creole et Crawfish qui ont changé sa vie, dit-il.
Dans les années 1970, il se coiffe avec une banane et fréquente une bande de rockers du quartier de la Trinité. Quand il découvre les Rolling Stones, il veut devenir « guitariste junkie ». Il devient punk influencé notamment par les musiques d'Iggy and the Stooges et de Blue Öyster Cult, coupe sa banane et prend des cours de karaté au moment de la vague des films de kung fu.

### Au sein du groupe Taxi Girl

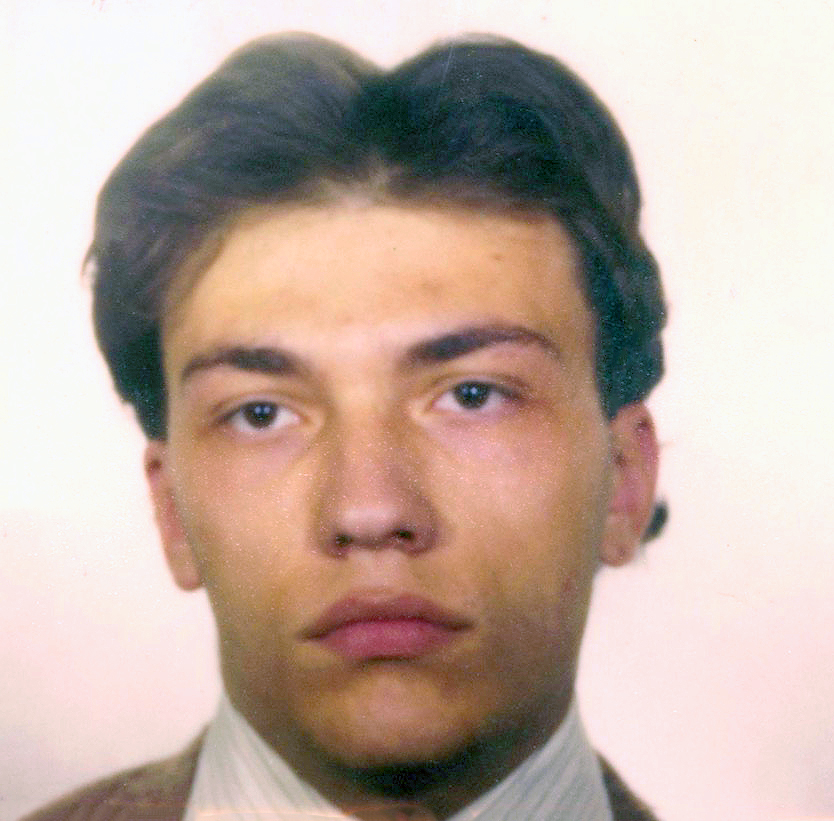
En 1980, époque de Taxi Girl. Photo d'identité (Sacem)

En 1978, alors qu’il est élève au lycée Balzac à Paris, Daniel Darc rejoint le groupe Taxi Girl, fondé par Mirwais Stass (guitares), Laurent Sinclair (claviers), Stéphane Erard (basse) et Pierre Wolfsohn (batterie), qui cherchent un chanteur,. Alexis Quinlin devient leur manager. À l'époque, Daniel Darc se dope déjà au speed quand on lui propose de l'héroïne dans les coulisses,. Il fréquente les boites du Gibus, du Rose Bonbon et du Privilège (situé sous le Palace).
Taxi Girl connaît le succès, notamment avec le single Cherchez le garçon, édité en 1980, dont les ventes atteignent les 150 000 exemplaires,. Leur unique album, Seppuku, est produit par le bassiste des Stranglers Jean-Jacques Burnel, et édité en 1981 par Mankin, dans lequel Daniel Darc s’invente un double, Viviane Vog, pour signer une partie de ses textes plutôt morbides,. Après la fin de Taxi Girl en 1986 – marquée par le décès à 21 ans par overdose de cocaïne du batteur, Pierre Wolfsohn, en juillet 1981, et l'abandon des deux autres membres –, Daniel Darc poursuit une carrière en solo.

### Carrière solo

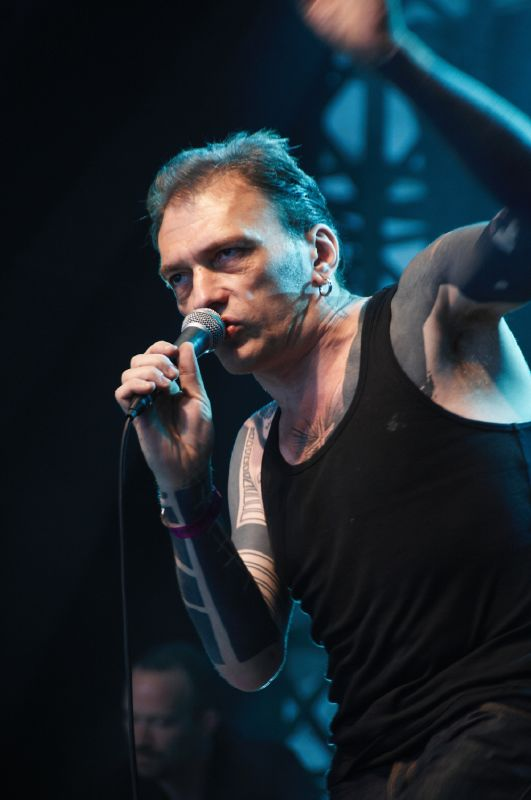
Daniel Darc aux Eurockéennes 2008.

Sur son premier album solo, Sous influence divine, sorti en 1987, il est épaulé par Jacno, qui avait accepté de travailler avec lui sur la base d’un single, mais qui réalise l’album entier. Sur ce disque qui sonne musicalement beaucoup comme du Jacno, Daniel Darc conserve l’écriture simple et immédiate qui est sa marque de fabrique depuis l’époque Taxi Girl. Au milieu de cet album assez policé, on relève la présence d'un titre très rock’n’roll (Le Seul garçon sur Terre) et d’une reprise de Comment te dire adieu, écrit à l'origine par Serge Gainsbourg pour Françoise Hardy.
En 1988, après sa rencontre avec Bill Pritchard (ils partagent alors le même label, Play It Again, Sam), ils enregistrent en sept jours l'album-concept Parce que traitant de l'ambivalence humaine. Il comporte une reprise de Charles Aznavour (donnant son titre à l'album) et une adaptation du Velvet Underground (Stephanie Says (en)). Édité à 3 000 exemplaires, cet album salué par la critique, scellera des liens indéfectibles entre les deux artistes qui vivront même un temps ensemble à Paris. Toujours en 1988, Daniel Darc enregistre La Ville, single produit par Étienne Daho qui ne sera pas suivi d'un projet d'album, comme cela avait été le cas avec Jacno. Le chanteur se débat alors avec ses addictions dont celles à l'héroïne (qui inhiberait sa timidité maladive et sa phobie sociale) et l'alcool,.
Daniel Darc joue son propre rôle dans quelques films tels Les Enfants de la Blank ou Garçon sauvage de Marc Dufaud.
L'album Nijinsky est édité en 1994 par le label indépendant Bondage Records. Accompagné par le guitariste Georges Betzounis, Daniel Darc semble avoir eu, plus que par le passé, la possibilité d'imposer une orientation musicale proche de ses goûts fondamentaux (rock new-yorkais, littérature du mal, jazz...). Les Pure Sins l'accompagnent dans la tournée censée promouvoir le disque, mais l'absence de succès commercial, conjugué à des problèmes envahissants d'addictions diverses, une réputation de junk punk et un passage en prison, met la carrière du chanteur entre parenthèses pour quelques années.
Le 20 mars 1996, il est invité sur scène par Dominique A à Paris dans le 13e arrondissement lors d'une semaine de duos offerte au chanteur sur invitation, à laquelle participeront également Silvain Vanot et Katerine. Il chante quelques titres en fin de concert en sa compagnie.
En 1997, il coécrit et enregistre le titre Et si nous n'avions pas été là l'histoire aurait été la même mais racontée par d'autres avec le groupe toulousain Diabologum, à l'occasion du disque collectif Comme un seul homme.
L'année 2004 marque son retour au premier plan grâce à un nouvel album en talk over , Crèvecœur, conçu en tandem avec Frédéric Lo qu'il a rencontré l'année précédente dans la rue Charles-Delescluze à Paris. Le disque, qui évoque des histoires d’amour, de rédemption et d’amitié, est bien reçu par la critique et se vend à 60 000 exemplaires. Il est récompensé aux Victoires de la musique dans la catégorie « album révélation de l'année ».
Darc participe ensuite à diverses productions avec Nosfell, Cali, Buzy, Tchéky Karyo, Élisa Tovati, Thierry Amiel ou Alizée. En mai 2005, la chaîne de télévision Arte diffuse un film d'une heure dans lequel cinq titres de Daniel Darc sont illustrés en images. Réalisé par Paul Ouazan, il est diffusé dans le cadre du magazine La Nuit / Die Nacht.
Début 2007, le chanteur participe à la tournée Les Aventuriers d'un autre monde avec Jean-Louis Aubert, Alain Bashung, Cali, Richard Kolinka et Raphael.
L'album Amours suprêmes, toujours arrangé et réalisé par Frédéric Lo, sort en janvier 2008. Son titre fait référence à A Love Supreme, un album de John Coltrane dont Daniel Darc a fait l'un de ses disques de chevet. Alain Bashung, Robert Wyatt, Morgane Imbeaud (chanteuse de Cocoon) et Steve Nieve y font des apparitions. Le premier single s’intitule J’irai au paradis,.
Il se produit en concert à l'Olympia en mai 2008, aussi au Cabaret sauvage en septembre 2009 dans le cadre du festival Jazz à la Villette, ainsi qu'au Théâtre du Palace en février 2011 pour un spectacle intitulé « Il sera une fois ».
Sur l'album La Taille de mon âme, édité en 2011 par Sony Music, Darc travaille avec le musicien Laurent Marimbert que lui a présenté le chanteur Christophe. Le disque récitatif contient des extraits sonores du film Les Enfants du paradis de Marcel Carné,. Les ventes de l'album, dont est extrait le single C'est moi le printemps, atteignent les 100 000 exemplaires.
Il donne deux concerts en décembre 2012 au Collège des Bernardins à Paris puis part en tournée en France en janvier 2013, où il se produit notamment sur la scène du Printemps de Bourges.

#### Fin de carrière
En 2013, Daniel Darc commence à travailler sur son autobiographie avec le journaliste Bertrand Dicale ; abandonné après la mort soudaine de Darc, ce projet se transformera cependant en un livre d'entretiens entre Daniel Darc et Dicale, rédigé à la première personne et intitulé Tout est permis mais tout n'est pas utile (phrase de l'apôtre Paul de Tarse), publié post mortem chez Fayard. Il a également l'intention de réaliser un opus sur ses tatouages, avec la complicité de Chamor de Tribal Act pour les photographies, et qui doit s'intituler Darc Tattoo. Il prépare aussi un nouvel album en compagnie de Manou, compositeur attitré de la chanteuse Berry. Il travaille par ailleurs sur son prochain album depuis plusieurs mois avec le compositeur/réalisateur de La Taille de mon âme, Laurent Marimbert. Il se produit en public pour la dernière fois le 23 février sur la scène de la Gaîté Lyrique, aux côtés de Bertrand Burgalat. Daniel Darc se trouvait ainsi dans une période de sa vie active et créatrice.

#### Mort

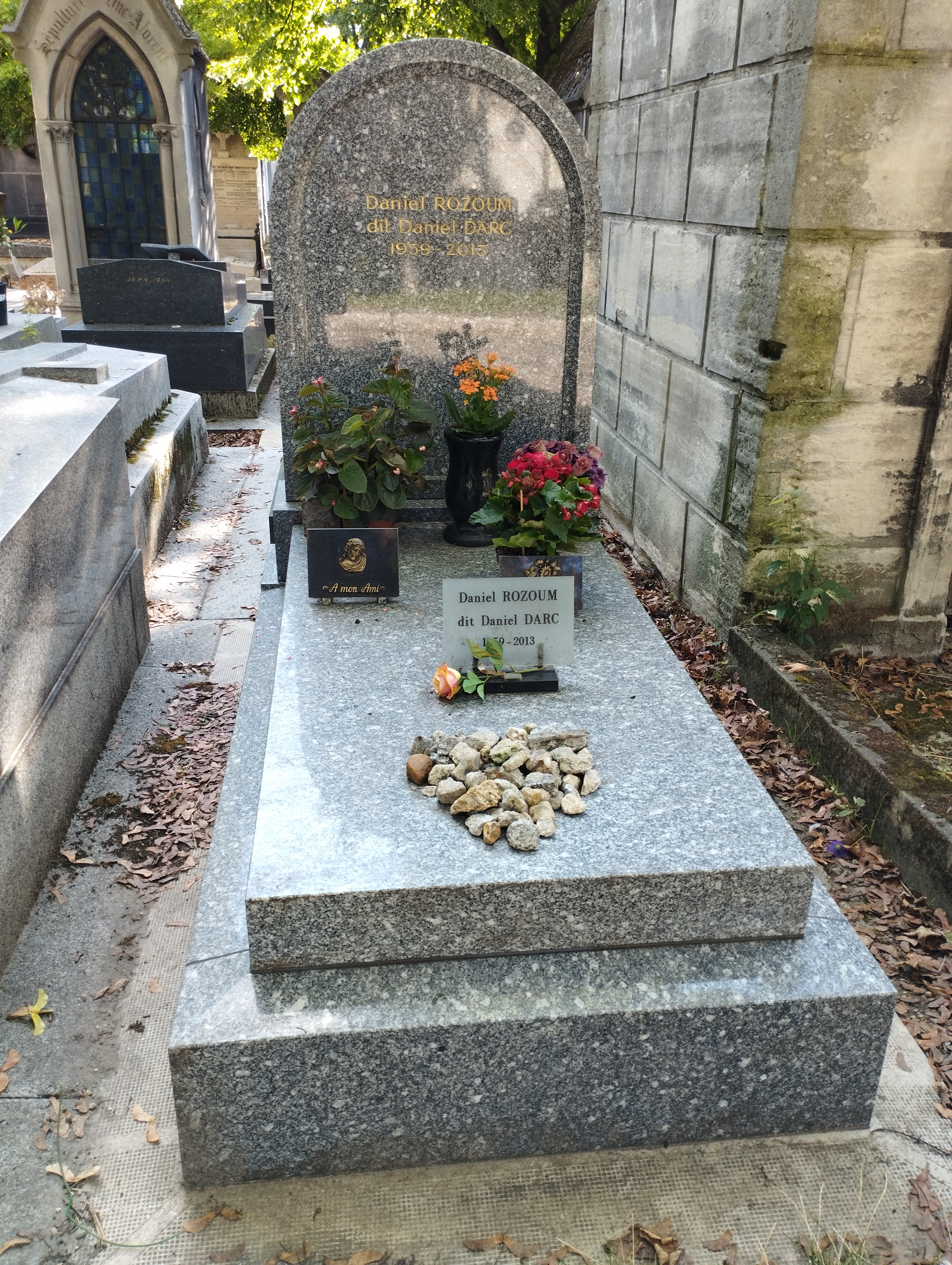
Tombe de Daniel Darc au cimetière de Montmartre (division 30).

Il est retrouvé sans vie par son producteur dans son appartement du 11e arrondissement de Paris, le 28 février 2013. Un mélange d'alcool et de médicaments pourrait être à l'origine de sa mort à 53 ans. On apprend plus tard dans Tout est permis mais tout n'est pas utile qu'un œdème pulmonaire est la cause du décès. On y apprend également que Darc avait exprimé son désir désormais de vivre vieux. « Je suis trop vieux ou trop jeune pour mourir... j'ai envie de vivre... Je suis amoureux, je tourne, je fais des disques et je prépare le prochain album... », confie-t-il quelques mois auparavant lors d'une interview.
Les obsèques de Daniel Darc ont lieu dans la matinée du 14 mars 2013 au temple protestant de l'Oratoire du Louvre de Paris, suivies de l’inhumation en début d’après-midi au cimetière de Montmartre (30e division, 1re ligne).

### Autres activités
Daniel Darc est passionné de « mythologie rock » autant que de littérature et d'arts martiaux (comme Jean-Jacques Burnel des Stranglers qui a produit un album de Taxi Girl),,. Il a écrit de nombreux articles sur ses icônes[réf. nécessaire] : premiers rockers, bluesmen, acteurs… de James Dean à Nijinsky. Bien qu'ayant à plusieurs reprises annoncé qu'il écrivait un roman, voire qu'il était sur le point d'en achever un (le titre L'Ange glacé fut avancé),, Daniel Darc ne parviendra pas à faire aboutir ses désirs d'écriture autrement qu'en publiant de courtes nouvelles chez l'éditeur Cahiers de nuit ou aux éditions Derrière la salle de bains, à partir du milieu des années 1990,. Il publie également des critiques dans le magazine musical Best et traduit William S. Burroughs qu'il admire.

## Style musical et influences
Dans les années 1970, Daniel encore Rozoum faisait partie d'une bande de blousons noirs et n'écoutait que du rock des années 1950, jusqu'à ce qu'il trouve dans le punk une musique « connectée à la réalité ». ll écoute également Serge Gainsbourg, Barbara, Fréhel ou Boris Vian. À la fin des années 1980, il est sensible à la musique des Who et des Kinks, également à celle de Lou Reed, Iggy Pop, Keith Richards ou Johnny Thunders,.
Des articles lus dans Rock & Folk ou Best l'invitent à la lecture de Malcolm Lowry, Huysmans ou Drieu La Rochelle. Daniel Darc affectionne d'autres auteurs mythiques tels que Jean-Luc Godard, Mishima, Charles Bukowski, Jack Kerouac, Jean Genet, Céline, Francis Scott Fitzgerald et William S. Burroughs,.
Le chanteur de Taxi Girl a toujours été inclassable dans la scène rock française dont il était l’une des figures marquantes. Très influencé par l’explosion punk, les Sex Pistols, et Kraftwerk, c’était d'abord un faux dandy à la voix fragile et traînante que l'on dit « blanche », inspiré par Berlin et le Japon, qui s’habillait en rocker et qui poussa l’autodestruction jusqu’à se taillader les veines pour asperger le public lors d’un concert au Palace, en première partie de Talking Heads, en novembre 1979, pour faire réagir le public parisien. Il se fit tatouer les avant-bras pour immortaliser l’événement.
Les textes de Daniel Darc portent la marque de son style d'où la poésie n'est jamais absente. Voulant rompre avec près de vingt années d'excès divers - alors qu'adolescent, il voulait devenir rabbin -, il se convertit au protestantisme en 1997 puis se fait tatouer une croix vide sur la poitrine qui deviendra un sacré-coeur,. L'influence de la religion se fait sentir avec des références visuelles, un penchant assez christique qu'il assume, des lectures de psaumes en musique sur scène par exemple (le psaume 23 est mis en musique) ; il y fera même référence lors d'interviews,,,.

## Hommages

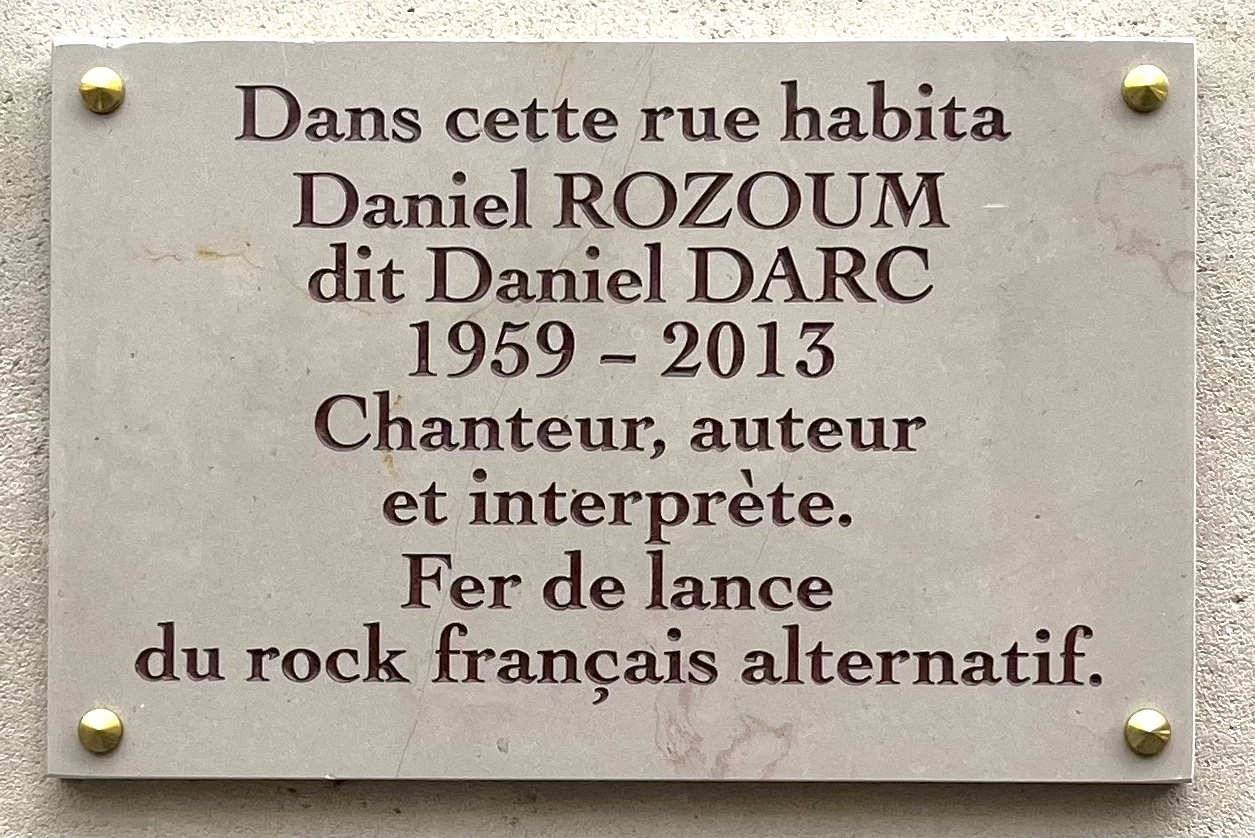
Plaque commémorative sur l'immeuble du 1, rue Charles Delescluze, Paris 11e

Pour marquer son anniversaire, plus d'un an après sa disparition, un hommage intitulé « C'est toi le printemps » est rendu à Daniel Darc le 24 mai 2014 à l'initiative de l'association « Je me souviens, je me rappelle ». Plusieurs artistes sont là Buzy, Frédéric Lo, Berry, Dani, Zouzou, Manu, Marc Minelli se produisent bénévolement en concert au Jane Club à Paris. Bill Pritchard a lui aussi répondu présent :

« J’ai donné mon accord pour faire un concert hommage à Daniel Darc le 24 mai à Paris où je jouerai quelques-unes de mes chansons favorites de son répertoire dont au moins une de Parce que, un album que nous avons fait ensemble il y a très très longtemps. »

Un hommage discographique voit le jour à l'initiative du label Unknown Pleasures Records distribué par La Baleine : un CD et un 45 tours vinyle collector est disponible en décembre 2013. Avec d'anciens membres d'Indochine, de Complot Bronswick, Les Tétines Noires, Norma Loy ou End Of Data, un hommage à Daniel est rendu, plus électronique. En février 2013, quelques-uns de ces groupes participant au « Tribute To Daniel Darc & Taxi Girl » jouent en concert des reprises de Taxi Girl lors de la première soirée anniversaire de la mort de Daniel Darc, au Point Éphémère.
Le 11 juin 2015 en soirée, un nouvel hommage lui est rendu dans A'live, l'émission de Pascale Clark sur France Inter, avec notamment les chanteuses Dani et Berry, Frédéric Lo, à l'occasion de la réédition de Crèvecœur augmentée de 11 chansons inédites. Le rappeur Abd al Malik sort le titre Daniel Darc sur son album Scarifications (2015). En 2018, l'actrice Lou Gala interprète sa version de la chanson Haute surveillance, tirée de l'album Nijinski.
En novembre 2023 paraît Cœur sacré, un disque hommage de reprises coordonnées par Frédéric Lo. Y participent notamment Étienne Daho, Jane Birkin, Benjamin Biolay, Elli Medeiros, Pete Doherty et Jean-Jacques Burnel. Le disque commence par le morceau Cœur sacré, un inédit de Daniel Darc .

## Discographie

### En solo
- 1987 : Sous influence divine
- 1988 : Parce que avec Bill Pritchard (pour l'anniversaire de ses 30 ans, réédition de l'album le 28 septembre 2018, remasterisé et augmenté de sessions inédites, label Pias[49])
- 1994 : Nijinsky
- 2003 : Le Meilleur de Daniel Darc
- 2004 : Crèvecœur composé et réalisé par Frédéric Lo
- 2008 : Amours suprêmes composé et réalisé par Frédéric Lo
- 2011 : La Taille de mon âme
- 2013 : Chapelle Sixteen
- 2023 : Parenthèse enchantée

### Avec Taxi Girl
- 1979 : Mannekin, maxi
- 1980 : Cherchez le garçon, en maxi & LP
- 1981 : Seppuku
- 1983 : Quelqu'un comme toi
- 1989 : Suite & fin ?
- 1990 : Quelque part dans Paris
- 1990 : 84-86s

### Collaborations
- 1983 : Si j'avais une faucille par Internationale de la résistance (Virgin)
- 1991 : Écriture de Nosotros et Tomorrow sur The Prime Story de Polyphonic Size
- 1991 : Chloé dans la ville de For Roses - Production de 4 titres (Son of the Roses, Toucher le ciel, Paris à minuit, Le garçon hait la fille)
- 1993 : L’Équipe à Jojo - Les chansons de Joe Dassin, 1 CD Le Village Vert VIVE003. Divers interprètes. Daniel Darc reprend Les Champs-Élysées
- 1993 : I Only Play R & R for Kids to Dance, album tribute à Johnny Thunders - Reprise de She's so untouchable avec les Weird Sins
- 1997 : Écriture de Las, dans le ciel et Ne laisse pas le jour pour l'album Marie-France de textes pour Marie-France
- 1997 : Comme un seul homme - Duo avec Diabologum sur Et si nous n'avions pas été là l'histoire aurait été la même mais racontée par d'autres
- 1998 : 18/12 avec 19 torsions  (Jean-Paul Fourgeot, Gaultier Machart and Jean Lodereau)
- 2002 : Écriture de Ghost pour l'album Platinum Deadstar de Brent
- 2004 : Chante sur le titre Jeunesse éternelle du groupe Operation S
- 2005 : Reprise de She's so untouchable de Johnny Thunders avec The Weird Sins sur l'album hommage Tribute to Johnny Thunders
- 2005 : Reprise de Rondeau de Nino Ferrer sur l'album hommage On dirait Nino
- 2005 : Duo sur Pauvre Garçon avec Cali sur l'album Menteur
- 2005 : Duo sur Comme des papillons avec Buzy sur l'album Borderlove
- 2005 : Duo sur Mes amis (D. Darc/Frédéric Lo) avec Jane Birkin sur le DVD Rendez-vous avec Jane
- 2005 : Écriture du texte Ne m'en veux pas de t'en vouloir, pour l'album L'Heure d'été de Marc Lavoine
- 2006 : Duo et écriture du texte de Comme disait l'ami Johnny Rotten sur l'album Mauvaise Étoile de Patrick Eudeline
- 2006 : Écriture d'un texte sur Ce lien qui nous unit de Tchéky Karyo
- 2006 : Écriture du texte du single Cœur Sacré pour Thierry Amiel
- 2006 : Écriture du texte Ça ne sert à rien d'aimer, pour l'album Je ne mâche pas mes mots d'Elisa Tovati
- 2006 : Juif est Dieu et Requiem pour un con, trio avec Rodolphe Burger et Jacques Higelin, sur l'album Hommage à Serge Gainsbourg de Rodolphe Burger et Meteor Band (concert donné dans le cadre du 6e Festival C’est dans la Vallée au Temple Réformé de Sainte-Marie-aux-Mines)
- 2007 : Écriture des textes Jamais plus et Lonely List pour l'album Psychédélices d'Alizée
- 2008 : Duo avec Frédéric Lo sur une reprise de Promesses d'Étienne Daho sur l'album hommage Tombés pour Daho
- 2008 : Duo avec Berry sur la reprise de la chanson d'Hélène sur la réédition de l'album Mademoiselle
- 2008 : Duo avec Superbus sur le plateau de Taratata reprise de Chercher le garçon
- 2008 : Participation en octobre au concert Histoire de Melody Nelson (Gainsbourg) dirigé par J.-C. Vannier à la Cité de la Musique de Paris
- 2009 : Reprise de O Caroline sur l'album Around Robert Wyatt de l'ONJ (Orchestre National de Jazz)
- 2009 : Duo sur Ne plus y penser avec Asyl sur l'album Brûle, brûle, brûle
- 2009 : Duo sur La Romance des cruels avec Nosfell sur l'album Nosfell
- 2009 : Chante Pas pour moi de Boris Vian sur l'album hommage On n'est pas là pour se faire engueuler !
- 2012 : Écriture du texte Les Passagers sur le 2e album de Berry
- 2018 : Texte de la chanson Elle me dit les mêmes mots sur En Amont, l'album posthume d'Alain Bashung
- 2019 : Texte de la chanson Egaré dans la nuit sur l'album Hallelujah! de Frédéric Lo
- 2023 : Duo et texte de la chanson Homme et Femme sur l'album Bande originale d'Isabelle Adjani (enregistré en 2006)

### Récompenses
- Victoires de la musique 2005 : album révélation de l'année, ex æquo avec celui de Ridan[17].

## Publications

### Écrits
La plupart des écrits (poèmes, traductions) de Daniel Darc sont publiés aux éditions Derrière la salle de bains par Marie-Laure Dagoit (sauf indication autre) :
- Énergie dramatique de la rue (collection « Cahiers de nuit », 1994)
- Mélancolies d'Edie (collection « Cahiers de nuit », ouvrage collectif, 1994)
- To my Valentine (collection « Cahiers de nuit », ouvrage collectif, 1995)
- Et vous en auriez fait tout autant (1996)
- A Love Supreme (1997)
- From Nothing (coffret collectif, 1997)
- Ombremort (1998)
- Rien que des mots (collectifs, 1998)
- Hygiène et santé, ouvrage collectif dirigé par Stéphane Nappez (1999)
- Gimme Danger Little Stranger (1999)
- Le Drugstore du ciel (collectif, 2000)
- Pen - Killers (2001)
- Travail I (2005)
- Lookin for a Jew (2005)
- Soupe, savon, salut (2005)
- Retour sur les incidents passés, avec Nicolas Mauriac (2006)

#### Traductions
- de William S. Burroughs : Composite text, traduction avec Pascale Richaud, (Derrière la salle de bains, 1995)
- de Lawrence Ferlinghetti : Vol à travers le temps (Derrière la salle de bains, 2005)
- de Lawrence Ferlinghetti : Un buddha dans un tas de bois (Derrière la salle de bains, 2005)

### Entretiens
- Daniel Darc et Bertrand Dicale, Daniel Darc : Tout est permis mais tout n'est pas utile (entretien), Paris, Fayard, coll. « Témoignages/Doc/Actu », 29 mai 2013, 250 p., broché, 13,5 x 21,5 cm (ISBN 978-2-213-67185-7, présentation en ligne)
- Daniel Darc et Philippe Liotard, « “Darc Tattoo”, un corps marqué du rock : dialogue avec Daniel Darc », Corps, no 13, 2015 (« Le Corps du Rock »), p. 57-64

### Filmographie
- 2019 : Daniel Darc, Pieces of My Life, documentaire (1 h 45) de Marc Dufaud et Thierry Villeneuve